# エンテル (チリ)
チリ国営電気通信社 (スペイン語: Empresa Nacional de Telecomunicaciones S.A.) あるいは事業名のエンテル、Entel-Chile S.A.とは、チリ最大の電気通信社である。同社は、サンティアゴ中心部にそびえ立ち、街のランドマークの1つを構成する高さ127メートルのエンテルタワーで知られている。
2013年12月の時点で、Entel PCSはチリの携帯市場の38.8%を占めていた。Entel PCSネットワークは、1997年にGSM携帯ネットワークを立ち上げたアメリカ初の通信事業者である。2000年に、Entel PCSネットワークはGPRSのサービスに対応し、2003年にはEDGEにも対応した。

## 歴史
エンテルは1964年当時のチリ政府により、国内の長距離通信の改善、通信品質の向上、地震でひどく損傷した古いインフラを置き換えるためのネットワークトランクの構築を目的として設立された。 エンテルはほぼ国土全域にマイクロ波ネットワークを設置し、1968年にはサンティアゴ南西64kmのロンゴビロにラテンアメリカ初の衛星局を建設した。
エンテルの活動は当初、CORFOの要望に応じたデータ伝送および通信サービス、長距離電気通信事業であった。同社はサンティアゴに国立電気通信センター(通称エンテルタワー)を建設し、中央ノードとして機能させた。民営化後、携帯電話事業のEntel PCS、固定電話事業のEntel Phoneのなどの国内でのサービスの運営を開始した。インターネット接続も提供した。
民営化は1986年に始まり、1992年に終了した。翌年、一連の取引を通じて、チルキンタグループがが会社の19.99%の株式を取得した。1996年6月、取締役会は増資を承認し、テレコム・イタリアの参入が許可された。テレコム・イタリアはさらに19.99%の株式を取得し、チルキンタグループと経営権を共有した。
1999年上半期に、キニェンコグループからの寄付により資本金が2億1500万米ドル増加した。2001年3月、テレコム・イタリアはチルキンタとマットグループの株式を購入し、テレコム・イタリアの株式は合計54.76%に達した。
エンテルの株式はチリ株式市場の大部分を占めている。年金基金が保有した株式は2004年末時点でエンテルの株式の25.6％を占めていた。さらに、国際的なファンドや個人も株式を取得していた。
2005年、チリのアルメンドラルグループは、子会社のアルテル・インベストメンツを通じてエンテルグループの経営権を獲得し、エンテルの株式の54.76％を保有した。
2006年にエンテルは、契約株式購入契約に基づき、アメリケル・中央アメリカとその直接および間接子会社であるBVIホールディング・イセラの全株式を売却した。
2013年4月、エンテルは4億米ドル相当のネクステル社の買収を開始した。2013年下半期に買収は終了し、その後エンテル・ペルーに改名された。
2022年10月22日、エンテルは光ファイバー通信設備をON*NET Fibraに3億5800万米ドルで売却すると発表した。契約上、エンテルはON*NETの光ファイバーネットワーク上で住宅向けのインターネットサービスを提供し続けることになった。

## エンテルタワー

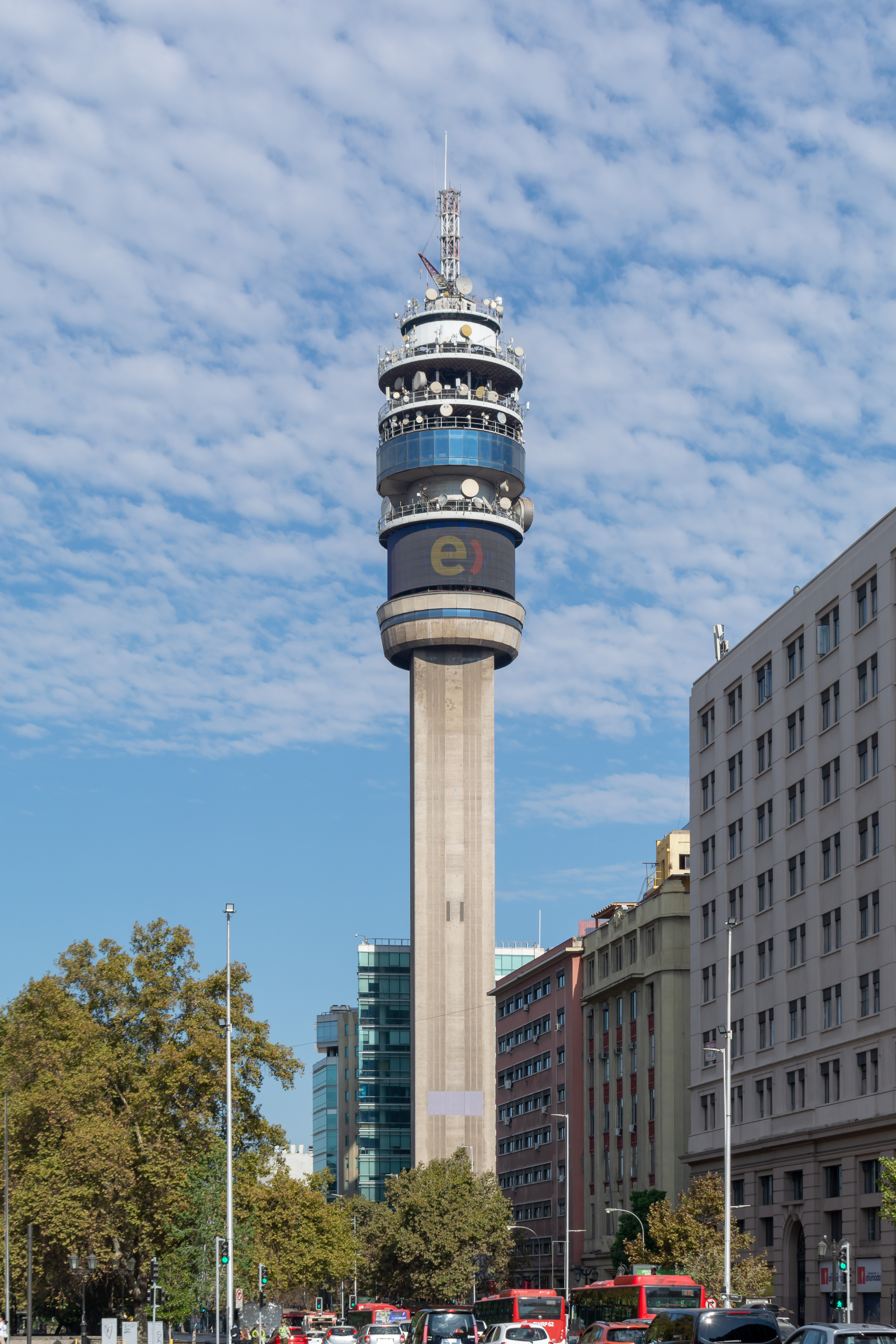
エンテルタワー。

エンテルタワー(スペイン語: Torre Entel)とは、チリのサンティアゴにある高さ約127mのテレビ中継・通信塔の名前である。エンテルタワーには、訪問者向けに公開されている展望台がある。エドゥアルド・フレイ・モンタルバ大統領任期中の1970年に建設が始まり、1974年に完成した。1976年に最初のテレビ中継放送が行われた。長年にわたり、この建物はチリで最も高い建物であり、現在もサンティアゴのシンボルとなっている。 タワーはコンクリート、鋼鉄、アルミニウムで作られている。

## 事業

### 子会社
エンテルは複数の子会社がある。
- エンテルコールセンター
- エンテルデータセンター
- エンテルインターネット
- エンテルモバイル
- エンテルテレビ